# Авганистан на Светском првенству у атлетици у дворани 2016.
Авганистан је учествовао на 16. Светском првенству у атлетици у дворани 2016. одржаном у Портланду од 17. до 20. марта. У свом другом учешћу на светским првенствима у дворани, делегацију Авганистана представљао је један атлетичар, која се такмичио у трци на 800 метара , 

На овом првенству Авганистан није освојио ниједну медаљу, а оборен је национални рекорд на 800 метара за мушкарце у дворани.

## Учесници
Мушкарци:
- Вајс Ибрахим Хајрандеш — 800 м

## Резултати

### Мушкарци
| Атлетичар              | Дисциплина | Лични рекорд | Квалификације | Квалификације | Финале               | Финале  | Детаљи |
| Атлетичар              | Дисциплина | Лични рекорд | Резултат      | Место         | Резултат             | Место   | Детаљи |
| ---------------------- | ---------- | ------------ | ------------- | ------------- | -------------------- | ------- | ------ |
| Вајс Ибрахим Хајрандеш | 800 м      |              | 1:57,36 НР    | 5. у гр. 1    | Није се квалификовао | 15 / 15 |        |